# Alix de Champagne-Jérusalem
Pour les articles homonymes, voir Alix de Champagne.
Alix de Champagne, née vers 1195-1196 et morte en 1247, est la fille d'Henri II de Champagne, roi de Jérusalem, et d'Isabelle de Jérusalem.
Elle devient reine de Chypre en épousant Hugues Ier de Chypre.

## Biographie

### Fiançailles et mariage
Peu après sa naissance, Son père Henri II de Champagne, roi de Jérusalem, négocie un traité de rapprochement entre les royaumes de Jérusalem et de Chypre et fiance ses trois filles, Marie, Alix et Philippe avec Guy, Jean et Hugues, les trois fils d’Amaury II de Lusignan, roi de Chypre.
Avec la mort d’Henri II de Champagne, survenue le 10 septembre 1197, le rapprochement prévu entre les deux royaume mène à une union, car Amaury II est élu roi de Jérusalem, et le projet de fiançailles est par la suite oublié. D’ailleurs Marie, l’aînée des sœurs et Jean, le fiancé d’Alix, sont morts avant 1205 et Guy meurt vers 1207.
Après la mort d’Amaury II, les deux royaumes sont de nouveau séparés et confiés à des régents, les héritiers étant encore mineurs. Jean d’Ibelin dirige le royaume de Jérusalem au nom de Marie de Montferrat, la demi-sœur aînée d’Alix, et Gautier de Montbéliard dirige le royaume de Chypre au nom d’Hugues Ier de Lusignan. Les deux régents reprennent le projet de rapprochement des royaumes et négocient la mariage d’Alix avec Hugues, bien que Philippe, la fiancée d’Hugues, soit encore en vie. Le mariage est célébré en septembre 1210.

### La régence de Chypre
Hugues meurt huit ans plus tard, le 10 janvier 1218, laissant deux filles et un fils Henri Ier, âgé de quelques mois. La régence est confiée à la reine-mère, Alix de Champagne, qui confie la baylie du royaume à Philippe d’Ibelin.
En septembre 1218, elle accorde des privilèges commerciaux aux Génois. En 1220, Pélage Galvani, légat de la cinquième croisade se rend dans l’île pour régler un litige entre le clergé et la noblesse : avant la conquête de l’île par Richard Cœur de Lion, les monastères grecs possédaient de nombreux domaines. Ces monastères, ainsi que leurs domaines, sont ensuite passés sous la tutelle de monastères latins, mais les rois Guy de Lusignan et son frère Amaury II en avaient distribué aux nobles. L’Église latine, se considérant comme spoliée, les revendiquait, mais sans succès jusqu’alors. Après les négociations et l’intervention de Pélage, la régente rédige en octobre 1220 les accords de Limassol : la noblesse accepte de payer la dîme sur tous ses domaines, ainsi que la taille ecclésiastique sur les serfs dépendant des anciens domaines ecclésiastique, et le clergé reconnaît à la noblesse la possession de ces domaines.
En 1225, un litige entre Philippe et Alix, arbitré par le pape Honorius III, écarte Alix et confirme Philippe d'Ibelin comme régent. Apparemment, elle avait tenté de retirer la baylie du royaume à Philippe voulant la confier à son second mari, Bohémond V d'Antioche, qu’elle avait épousé en juillet 1225.
Elle se retire en Syrie et se sépare de son second mari en 1227 sur le motif de la consanguinité. À la mort de Philippe d’Ibelin, la régence est reprise par le frère de ce dernier, Jean d’Ibelin, seigneur de Beyrouth. Des opposants à ce dernier se regroupent autour d’Alix, et font appel à l’empereur Frédéric II, suzerain du royaume de Chypre et roi de Jérusalem par mariage, pour mettre fin à la régence d’Ibelin. Ce dernier vient en Orient avec la sixième croisade, démet le régent de ses fonctions, mais garde la régence pour la confier à cinq barons chypriotes.

### Épisode champenois
Lorsque son père Henri II s’était engagé dans la troisième croisade, il n’était pas encore marié et avait déclaré dans son testament que le comté de Champagne reviendrait à son frère Thibaut s’il ne revenait pas d’Orient. À sa mort, la Champagne était effectivement revenue à Thibaut III, lequel meurt en 1201, laissant un enfant en bas âge, Thibaut IV sous la régence de sa mère Blanche de Navarre. Mais les filles d’Henri II estiment que leur père ne pouvaient pas les déshériter et ne l’aurait pas fait s’il avait su qu’il aurait des enfants, et revendiquent le comté de Champagne. Ce sont d’abord Philippa de Champagne, la sœur cadette d’Alix, et son mari Érard de Brienne qui déclenche la guerre de succession de Champagne, avant de renoncer au comté en 1221. Mais Alix n’y renonce pas et revendique à son tour la succession en 1231. Elle est soutenue par un nombre important de barons français qui l’ont d’ailleurs appelée, plus ou moins en révolte contre Blanche de Castille et reprochant à Thibaut IV son soutien à la régente. Alix ne s’est pas dépêchée et n’arrive en France qu’au début de l’année 1233, ce qui nuit fortement à ses projets, car les principaux barons du royaume ont fait leur soumission au roi Louis IX. En septembre 1234, elle renonce à la Champagne moyennant la somme de quarante mille livres tournois et un domaine de deux mille livres tournois de revenus.
Alix retourne dans la Syrie franque. En 1236, elle tente de s’installer à Chypre, mais son fils lui fait comprendre qu’elle n’y est pas la bienvenue. En 1241, elle épouse Raoul de Soissons, seigneur de Couevre, un croisé venu combattre en Terre sainte en 1239 avec la croisade de Thibaut IV de Champagne.

### La régence de Jérusalem
Pendant son absence, une guerre civile, appelée guerre des Lombards, avait fait rage entre les barons levantins et les partisans de l’empereur. Mais pour les barons du royaume, cette situation posait un problème juridique car l’empereur, représentait le souverain légitime du royaume, en la personne de son fils Conrad II, roi de Jérusalem depuis la mort de sa mère Isabelle II, morte en 1228. Appliquant les lois du royaume, les barons avaient demandé que leur roi réside dans le royaume, mais Frédéric II avait refusé. Considérant le refus de Frédéric II d’accéder à leur demande, et le fait que sa régence prend fin le 25 avril 1243, les barons légitiment leur position en nommant le 5 juin 1243 Alix et son mari Raoul de Soissons comme régent du royaume, afin de s’assurer une position politique légitime face à Richard Filangieri, représentant de l’empereur. Cette action rallie autour d’Alix la plupart des barons, et Filangeri est vaincu et chassé de Tyr le 10 juillet 1243. Raoul de Soissons demande alors à recevoir la ville de Tyr, au nom de sa régence, mais Philippe de Montfort préfère la garder pour augmenter son fief de Toron et, soutenu par les autres barons, fait comprendre à Raoul que le titre de régent est uniquement symbolique. Ulcéré, Raoul quitte la Terre Sainte et sa femme et repart en Occident au début de l’année 1244.
Alix de Jérusalem reste à Saint-Jean-d’Acre et assumant le titre (symbolique) de régente du royaume de Jérusalem, et meurt en 1247.

## Mariages et enfants
Elle épouse en 1210 Hugues Ier roi de Chypre et eut :
- Marie de Lusignan (morte en 1251), mariée en 1233 au comte Gautier IV de Brienne (1200-1244) ;
- Isabelle de Lusignan (morte en 1264), mariée en 1233 avec Henri de Poitiers-Antioche (mort en 1276) ;
- Henri Ier de Lusignan (1217-1253), roi de Chypre.

Elle se remarie en 1225 avec Bohémond V (mort en 1252), prince d'Antioche et comte de Tripoli, mais le mariage est annulé deux ans plus tard pour des raisons de consanguinité.
Elle épouse enfin en 1241 Raoul de Soissons, mais ce dernier l'abandonne et rentre en Europe en 1244.